# Kebrenia
Als Kebrenia (altgriechisch Κεβρηνία) wurde die Landschaft um die antike Stadt Kebren in der Troas bezeichnet.